# Droga wojewódzka 711
Die Droga wojewódzka 711 (DW711) war eine 2130 Meter lange, innerstädtische Droga wojewódzka (Woiwodschaftsstraße) in der Woiwodschaft Masowien in Polen. Im September 2019 beschloss der Sejm der Woiwodschaft die Verbindung in eine Droga powiatowa (DP, Kreisstraße) herunterzustufen. Die Straße in der Hauptstadt Warschau verbindet den Bahnhof  Warszawa Falenica mit der Woiwodschaftsstraße DW801.

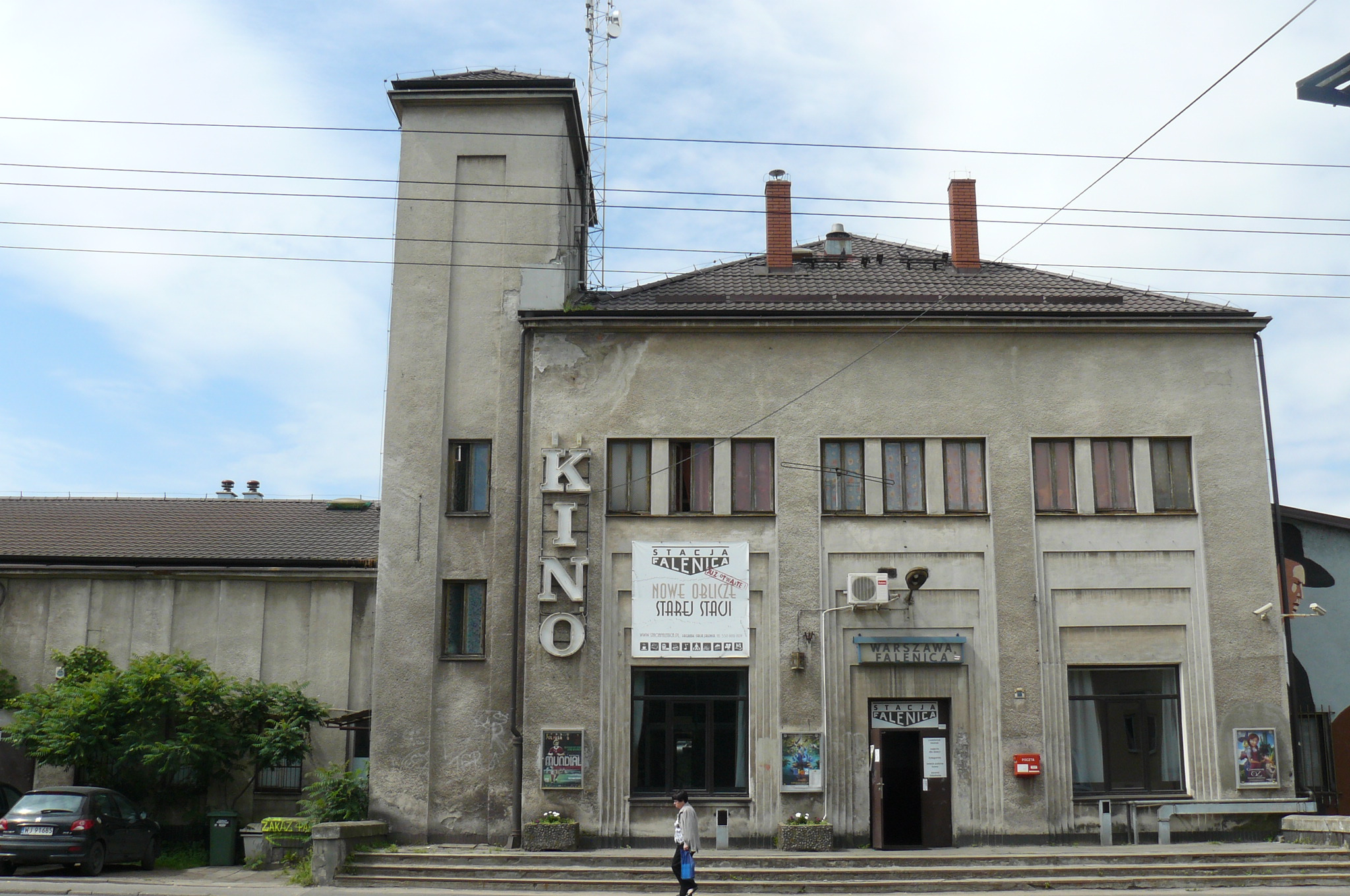
Bahnhof Warszawa Falenica (2014)

Die Straße quert vom Bahnhofsvorplatz den westlichen Teil der ul. Patriotów. Sie verläuft in annähernd westlicher Richtung in Richtung des östlichen Ufers der Weichsel. Nach sieben Kreuzungen erreicht sie beim zweiten Kreisverkehr die ul. Wał Miedzeszyński (DW801). Als Innerortsstraße trägt sie den Namen ‚ulica Bysławska‘.

## Streckenverlauf
Woiwodschaft Masowien, Warschau
-  Bahnhof  Warszawa Falenica (Bahnstrecke Warszawa Wschodnia–Dorohusk)
-  Warschau, ul. Patriotów
-  Warschau, ul. Derkaczy
-  Warschau, ul. Włókiennicza
-  Warschau, ul. Mozaikową
-  Warschau, ul. Regionalna
-  Warschau, ul. Liliowa
-  Warschau, ul. Kosaćcowa
-  Warschau, ul. Zatrzebie
-  Warschau, ul. Zagrodowa/Rafałowska
-  Warschau, ul. Wał Miedzeszyński (DW801)